# Olaf Thon
Olaf Thon   (Gelsenkirchen, 1 de maig de 1966) és un exfutbolista alemany de la dècada de 1990.
Fou 50 cops internacional amb la selecció alemanya amb la qual participà en la Copa del Món de futbol de 1986, a la Copa del Món de futbol de 1990 i a la Copa del Món de futbol de 1998.
Pel que fa a clubs, defensà els colors de FC Schalke 04 i Bayern Múnic.

## Palmarès
Schalke 04
- Copa de la UEFA: 1996-97
- Copa alemanya de futbol: 2000-01, 2001-02

Bayern de Múnic
- Lliga alemanya de futbol: 1988-89, 1989-90, 1993-94
- Supercopa alemanya de futbol: 1990

Alemanya Federal
- Copa del Món de futbol: 1990